# Askham (Kumbria)
Askham – wieś w Anglii, w Kumbrii, w dystrykcie (unitary authority) Westmorland and Furness. Leży 35 km na południe od miasta Carlisle i 386 km na północny zachód od Londynu. W 2001 miejscowość liczyła 360 mieszkańców.